# Municipio de Poff
El municipio de Poff (en inglés: Poff Township) es un municipio ubicado en el condado de Cleburne en el estado estadounidense de Arkansas. En el año 2010 tenía una población de 103 habitantes y una densidad poblacional de 1,31 personas por km².

## Geografía
El municipio de Poff se encuentra ubicado en las coordenadas 35°40′16″N 92°12′11″O / 35.67111, -92.20306. Según la Oficina del Censo de los Estados Unidos, el municipio tiene una superficie total de 78.64 km², de la cual 77,32 km² corresponden a tierra firme y (1,68 %) 1,32 km² es agua.

## Demografía
Según el censo de 2010, había 103 personas residiendo en el municipio de Poff. La densidad de población era de 1,31 hab./km². De los 103 habitantes, el municipio de Poff estaba compuesto por el 98,06 % blancos, el 0,97 % eran de otras razas y el 0,97 % eran de una mezcla de razas. Del total de la población el 0 % eran hispanos o latinos de cualquier raza.